# Tijs Mauroo
Tijs Mauroo (1976) is een Belgisch journalist die voor de VRT werkt. Hij woont in Ieper.

## Biografie
Mauroo heeft aan de KU Leuven taal- en letterkunde Germaanse Talen gestudeerd. Nadien heeft hij een postgraduaat in de journalistiek gevolgd aan het VLEKHO in Brussel.

## Televisie
Mauroo werkt sinds 2001 bij de VRT-Nieuwsdienst als algemeen verslaggever. Hij behandelt alles wat niet specifiek politiek of juridisch is. Daarnaast specialiseert hij zich in lucht- en ruimtevaart. Mauroo is bevriend met astronaut Frank De Winne en bracht regelmatig verslag uit over het verblijf van Frank De Winne in het ISS. Mauroo heeft zelf verklaard dat het live verslag van de lancering van Frank De Winne in Kazachstan in 2009 het hoogtepunt van zijn carrière was.

## Publicaties
- Herman Henderickx, Tijs Mauroo en Boudewijn Van Spilbeeck, Het ruimtedagboek van Frank De Winne, Van Halewyck, december 2009, 208 blz., ISBN 9789056179519[2]
- Herman Henderickx, Tijs Mauroo, Boudewijn Van Spilbeeck, Charles Franken (vertaler), 6 Mois autour de la Terre avec Franck de Winne : La vie quotidienne à bord de l'ISS, La Renaissance du livre, maart 2010, ISBN 9782507002879

## Trivia
Mauroo was meerdere jaren duivenmelker en deed op regelmatige basis mee aan wedstrijden. In 2007 is hij gestopt als duivenmelker.
Mauroo is ook een fotograaf die af en toe deelneemt aan fototentoonstellingen, zoals aan Pijnlijke vertoning, die plaatsvond van 13/12/2010 tot 13/01/2011 te Wevelgem en FoMu Platform 01, Fotografiecircuit Vlaanderen - Overzichtstentoonstelling 2006 - 2009, die plaatsvond van 22 januari tot 14 februari 2010 in het Fotomuseum te Antwerpen.